# Diego Ordóñez (alguacil mayor de Sevilla)
Diego Ordóñez fue un caballero castellano del siglo XIII que tuvo el oficio de alguacil mayor de Sevilla.
Se desconoce la fecha en la que fue nombrado para el cargo, y con éste aparece en el año 1274, realizando una delimitación territorial entre los concejos de Moura (Portugal) y Aroche (Huelva), como procurador del rey Alfonso X de Castilla y con poder suficiente del concejo de Sevilla. También en el mismo año es mencionado con el cargo en una carta plomada del rey.